# Tawangsari (Kedungwaru)
Tawangsari is een bestuurslaag in het regentschap Tulungagung van de provincie Oost-Java, Indonesië. Tawangsari telt 2452 inwoners (volkstelling 2010).